# Chli Ruchi
Chli Ruchi – szczyt w Alp Glarneńskich, części Alp Zachodnich. Leży w Szwajcarii, na granicy kantonów Glarus i Gryzonia. Należy do podgrupy Alp Glarneńskich właściwych. Szczyt można zdobyć ze schroniska Muttseehütte (2501 m), Kistenpasshütte (2625 m) lub Panixerpasshütte (2407 m). 